# Le Canapé rouge (téléfilm)
Pour les articles homonymes, voir Le Canapé rouge.
Pour plus de détails, voir Fiche technique et Distribution.
Le Canapé rouge est un téléfilm français en deux parties réalisé en 2007 par Marc Angelo.

## Synopsis
Marie, ancienne policière, revient habiter à La Rochelle la ville de son enfance avec son époux Marc, un policier, et s'y prend d'amitié avec Nadia, l'agente immobilière qui leur vend une maison. Les deux jeunes femmes trouvent un canapé rouge qui leur plaît, dans la boutique d'un brocanteur, Maxime. Quelques jours plus tard, le canapé est livré chez Marie. Elle soupçonne Nadia de ce cadeau inhabituel, mais Nadia semble tourmentée lorsqu'elle lui parle du canapé. Inquiète, Marie retourne la voir, mais découvre son corps inanimé : elle est morte empoisonnée par des gaz d'échappement. Elle se rend compte que Marc, qui mène l'enquête, connaît la maison de Nadia, ce qu'il nie pourtant. Or Marie revit régulièrement le même cauchemar : une agression sexuelle dont elle est témoin alors qu'elle est enfant. Elle est stupéfaite lorsqu'elle voit dans la vitrine de Maxime le même canapé rouge et commence à le soupçonner, d'autant que Sophie, la femme de Maxime, semble elle-même terrorrisée par son mari.

## Fiche technique
Mentions du générique :
- Titre : Le Canapé rouge
- Réalisateur : Marc Angelo
- Scénario : Alexis Lecaye
  - Adaptation et dialogues : Camille Bordes-Resnais et Alexis Lecaye
- Production déléguée : Alexis Lecaye
- Directeur de production : Alain Bucaille
- Musique : Stéphane Zidi
- Image : Marc Falchier
- Son : Ludovic Hénault
- Montage : Yves Charoy
- Casting : Marie-Claude Schwartz Arda
- Scripte : Julie Vasconi
- Décors : Françoise Rabut
- Costumes : Anne David
- Sociétés de production : Dajma, TF1

Autres sources :
- Langue originale : français
- Format : 1,78:1 - Dolby Digital
- Pays d'origine : France
- Genre : film dramatique
- Durée : 111 minutes
- Date de diffusion : 17/12/2007 / rediffusion le 27/12/2010

## Distribution
- Claire Borotra : Marie Leblanc
- Bruno Solo : Maxime Senard
- François Vincentelli : Marc Leblanc
- Muriel Combeau : Sophie Senard
- Virginie Caliari : Nadia Gérard
- Nadia Barentin : Vera Gérard
- Yann Personnic : Fabrice Le Guen
- Christophe Laubion : Dédé
- Samuel Dupuy : le jeune homme agresseur
- Marie Vinoy : l'assistante sociale